# Первомайский (Староминский район)
Первомайский — посёлок в Староминском районе Краснодарского края.
Входит в состав Рассветовского сельского поселения.

## География
Улицы
- пер. Школьный,
- ул. Калинина,
- ул. Кирова,
- ул. Комсомольская,
- ул. Советская,
- ул. Толстого,
- ул. Урицкого.

## Население
| 2002 | 2010 |
| ---- | ---- |
| 421  | ↗457 |